# Poeltjespalpmot
De poeltjespalpmot (Brachmia inornatella) is een vlinder uit de familie tastermotten (Gelechiidae). De wetenschappelijke naam is voor het eerst geldig gepubliceerd in 1850 door Douglas.
De soort komt voor in Europa.
De poeltjespalpmot wordt ook wel kleine rietstengelboorder genoemd.